# Marezige
Marezige so naselje v Slovenski Istri, ki upravno spada pod Mestno občino Koper. Marezige s skoraj 600 prebivalci se nahajajo v severnem delu Šavrinskega gričevja, od Kopra so oddaljene 10 km. 
Po slovenskem pravopisu so prebivalci Marezig Marezižani, prebivalke Marezižanke, pridevnik pa mareziški. Domačini sami pa se imenujejo Marežgani/Marežganke, pridevnik pa je marežganski. 

## Opis
Naselje obsega več zaselkov na slemenu in pobočjih Marežganskega hrbta, med dolinama rečice Badaševice na severu in potoka Rokave na jugu. Na slemenu je burji izpostavljen zaselek Burji, nekoliko nižje osrednji del z župnijsko cerkvijo sv. Križa, zadružni dom in pred njim trg, ter zaselek Krmci. Na severnem pobočju sta še zaselka Sabadini in Bržani, na južnem pa Bernetiči in Rokavci. V bolj oddaljenih zaselkih je zaradi izseljevanja nekaj hiš praznih, ob lokalni cesti proti Babičem pa je vedno več novogradenj.

## Etimologija
O izvoru imena naselja obstajajo različne teorije, ki pa vse izhajajo iz latinskih osnov: Marraensicu v pomenu kamnita ali peščena tla, Marensicus ali Mare secum v pomenu suho morje (maresecum – mareze(i)gum – marezige), lahko pa je poimenovanje nastalo po osebnem imenu Marius. V preteklosti se je kraj imenoval tudi Marengo in Marriego, italijansko pa Maresego.

## Zgodovina

### Kratka zgodovina
V 2. polovici 8. stoletja je Istra prešla izpod bizantinske pod frankovsko oblast. Leta 840 je bila Istra priključena k Italskemu kraljestvu, leta 952 kot del Furlanske marke vključena v Nemško cesarstvo, po letu 1209 je imel položaj istrskega mejnega grofa oglejski patriarh. Že od sedemdesetih let 9. stoletja so istrska mesta občasno občutila vpliv Benetk, vendar so se kljub temu, vključno s Koprom, še samostojno razvijala in oblikovala lastno upravo in zakonodajo. Po daljšem obdobju samostojnosti je leta 1279 tudi Koper moral sprejeti oblast Benetk, ki je trajala vse do propada republike leta 1797. 
Po propadu Benetk so Marezige skupaj s Koprom za kratek čas spadale pod Napoleonovo Francijo in so bile sprva del Napoleonovega Italijanskega kraljestva, od leta 1809 pa Ilirskih provinc.
Po Napoleonovem porazu v Rusiji in dokončno pri Waterlooju je Istra po določbah Dunajskega kongresa ostala pod avstrijsko nadoblastjo. Marezige so odtlej spadale pod Avstrijsko primorje, deželo Istro. Z razpadom Avstro-ogrske monarhije ob koncu prve svetovne vojne leta 1918 in po podpisu mirovne pogodbe v Rapallu novembra 1920 je bila celotna Istra priključena kraljevini Italiji, vse do njene kapitulacije leta 1934. Do konca druge svetovne vojne je bila del okupacijske operativne cone Jadransko primorje (Adriatisches Küstenland) Wermachta, vojaških enot Tretjega rajha. Po vojni, med letoma 1945 in 1954, je bila severna Istra del cone B Svobodnega tržaškega ozemlja.
Angloameričani so upravljali njegov severni del (cono A), ki je obsegala Trst z okolico in železniško progo Trst–Gorica. Cona B, ki je obsegala severni del Istre do reke Mirne, je bila pod jugoslovansko vojaško upravo. Z londonskim memorandumom iz leta 1954 je STO prenehalo obstajati, cona B pa je bila priključena Jugoslaviji. Dokončno je bila meja med Italijo in Jugoslavijo potrjena z osimskim sporazumom, ki sta ga podpisali Socialistična federativna republika Jugoslavija in Republika Italija 10. novembra 1975 v italijanskem mestu Osimo.

### Avstrijsko obdobje
Občino Marezige so istanovili 24. avgusta 1898 in je tedaj spadala pod Avstrijsko primorje, deželo Istro. Obsegala je tri katastrske občine: Marezige, Truške in Boršt. V naselju je bilo razvito razgibano kulturno in politično življenje s čitalnico, ki je delovala tudi kot knjižnica. Prirejali so veselice in družabne večere z bogatim kulturnim programom. Delovala sta tudi pevski zbor in lovsko društvo. Začetke organiziranega kulturnega delovanja Marezig sta nato nadaljevali društvo Neodvisnost in godba na pihala, ki deluje še danes. Gospodarski razvoj Marezig je bil podkrepljen tudi z ustanovitvijo hranilnice in posojilnice. V Marezigah je bila ustanovljena enorazredna ljudska šola, zaradi naraščanja števila učencev pa so kmalu začeli z gradnjo nove šole. Ves ta razvoj je pretrgal začetek prve svetovne vojne leta 1914, s katero je prenehalo tudi delovanje društev.

### Po prvi svetovni vojni
Po končani prvi svetovni vojni, ko je razpadla Avstro-ogrska monarhija, je Istro priključila Kraljevina Italija. Slovencem nova oblast ni bila naklonjena, preganjali so vidne narodne osebnosti in intelektualce, prepovedali zborovanja, zaprli slovenske šole in prepovedali delovanje društev. Takrat so se domačini narodnostno opredelili, Marezige so postale trdnjava slovenstva. 

#### Mareziški upor
Prebivalci Marezig, ki so do prve svetovne vojne doživljale skokoviti razvoj, niso mogli več prenašati izzivanj in poniževanj mladih fašistov. Na dan volitev je skupina fašistov iz Kopra ponovno prišla izzivat in žalit domačine. Zgodil pa se je nepričakovan dogodek. Marezižani so se jim 15. maja 1921 odločno uprli, ta je zahteval tri mrtve in več ranjenih. Na sodnem procesu leta 1923 so Italijani mnoge domačine obsodili na dolgoletne zaporne kazni. Ker so fašisti v Italiji uradno prišli na oblast leta 1922, se tako mareziški (pokrajinsko: marežganski) upor kot stavka rudarjev v Labinu uvrščata med prve oblike upora proti fašizmu. V spomin na ta pomemben dogodek Mestna občina Koper praznuje svoj občinski praznik. V Marezigah so osnovno šolo poimenovali po Ivanu Babiču-Jagru, ki je bil voditelj upora.

### Druga svetovna vojna
Slovenska Istra in s tem tudi Marezige, je v drugo svetovno vojno vstopila kot del italijanske države. V vojsko so bili poklicani vsi možje in fantje. Položaj Primorske se je spremenil leta 1941, ko je bila ustanovljena Osvobodilna fronta, ki se je povezala z odporniškim gibanjem proti fašizmu na Primorskem. 
Največja prelomnica v zgodovini slovenske Istre je bila kapitulacija Italije. Prebivalci slovenske Istre so se pridružili vstaji, ki je zajela Primorsko, in tako je nastala prva slovenska istrska brigada. Leta 1943 so v Marezigah ustanovili partizansko šolo, kjer so po dvajsetih letih spet poučevali v slovenščini. V oktobrski ofenzivi leta 1943 so Nemci poskusili uničiti odporniško gibanje. Domačini se niso mogli kosati z nemško vojsko. Sledili so požigi hiš, vasi, usmrtitev talcev. 
Po kapitulaciji Nemčije maja 1945 je prišlo do osvoboditve. Vojna je pustila za seboj veliko razdejanje, zato so v Marezigah ustanovili obnovitveno zadrugo. Obnova je potekala z udarniškim delom. Leta 1949 je bila obnovljena osnovna šola. Po vojni se je ponovno okrepila kulturna dejavnost, še posebno domača godba na pihala.

### Povojna leta
Marezige so med letoma 1948 in 1949 dobile elektriko, kar pa ni ustavilo odseljevanja iz vasi v mesto. Kmetje so opuščali svoje kmetije in odhajali na delo v mesta, predvsem v Koper. Velik preobrat je bil, ko so posodobili cesto in ko je pritekla voda iz Rižanskega vodovoda. Od takrat dalje se je življenje v Marezige začelo vračati.

## Marezige nekoč
V Marezigah in okolici so imele svoje posesti različne koprske plemiške družine, pa tudi škofija oz. Cerkev. Že v 9. stoletju se v kraju omenja cerkev sv. Križa. Od leta 1550 so Marezige samostojna župnija, poprej so spadale pod župnijo Truške. Tako vas kot cerkev se omenjata od 15. stoletja dalje. Razširjena je bila sejemska dejavnost, saj je imelo naselje pravico do dveh letnih sejmov. Na sejmih so kupovali in prodajali sode, čebre in podobne izdelke iz smrekovega lesa, platno, posodo in razne kovinske predmete.

## Marezige danes
Nekdaj kmetijsko razvita vas se je danes v veliki meri že industrializirala. Domačini intenzivno obdelujejo vinograde in so predvsem znani po vinu refošku in malvaziji, ukvarjajo pa se tudi z oljkarstvom, za razliko od nekdaj, ko so se ukvarjali tudi z živinorejo in mlekarstvom. 
Danes v Marezigah, skupaj z zaselki vred, živi 410 prebivalcev. Od tega je 201 moških in 209 žensk, v 124 družinah ter 144 stanovanjskih stavbah.

## Društva
V Marezigah delujejo različna društva, kot so športno, lovsko in turistično društvo ter Pihalni orkester Marezige.

### Pihalni orkester Marezige
V letu 2006 je Pihalni orkester praznoval 100. obletnico svojega delovanja. Marežganska godba, ki se danes imenuje Pihalni orkester KD Marezige, velja za majhno zgodovino tega kraja.
Med instrumenti je včasih obvladoval trombon, danes pa pozavna. Godbo na pihala vodi Boris Babič, navdušen glasbenik, učenec koprskega skladatelja, glasbenega pedagoga in nekdanjega ravnatelja Glasbene šole v Kopru Vladimirja Lovca, ki je odgovoren, da se je godba prilagodila današnjim časom. V Pihalnem orkestru Marezige ob dedkih pihajo celo vnuki, saj je značilno, da je skoraj vsak Marežgan ali prebivalec sosednje vasi Babiči tako ali drugače vključen v godbo. 
Godba je prvič omenjena 19. julija 1906, ko je igrala na predvolilnem shodu v Marezigah. Prvi učitelj je bil Karel Mahnič, ki je vodil tudi pevski zbor. Po že omenjenem dogodku leta 1921 je bilo delovanje pevskega zbora onemogočeno. Nova oblast je dopustila le delovanje godbe na pihala in cerkvenega pevskega zbora. Zato da je godba smela delovati, je morala vedno igrati na sprejemu kakega pomembnega predstavnika italijanske oblasti, v zameno pa so smeli igrati na zabavah in veselicah. 
Leta 1924 jim je takratna oblast, ker godbeniki niso bili člani fašistične stranke, prepovedala igrati na pustnem plesu. Po drugi svetovni vojni je godbo vodil Mirko Kocjančič. Leta 1986 so ustanovili godbeno šolo in s tem se je število godbenikov povečalo. Boris Babič je leta 1991 ustanovil Mladinski pihalni orkester, ki se je novembra 1992 združil s Pihalnim orkestrom Marezige, in s tem se je odprlo novo poglavje v delovanju orkestra.

## Znamenitosti
- Župnijska cerkev sv. Križa v Marezigah
- V središču naselja je spomenik 87 padlim borcem ter žrtvam fašističnega in nacističnega nasilja, delo inženirja arhitekture Badjure.
- V zvoniku cerkve sv. Križa se nahaja stolpna ura.

## Turizem

### Praznik refoška
Ob obletnicah Mareziškega upora 15. maja oz. na vikend po tem datumu se v Marezigah že od leta 1972 organizira tradicionalni Praznik refoška. V štirih desetletjih je ta dogodek prerasel iz razstave refoška, na kateri so vinogradniki iz slovenske Istre pričeli predstavljati vino refošk, ki je bil v večjem delu Slovenije takrat le malo poznan, v velik praznik vinogradnikov in vseh ljubiteljev vina, na katerem promovirajo kakovost vin, vinsko kulturo, etnološko in kulturno dediščino Istre, ki vsako leto privabi več tisoč obiskovalcev.
Skoraj ves teden potekajo različne prireditve, na ocenjevanju izbirajo najboljši refošk. Strokovna komisija ocenjuje tudi ustekleničena vina, od muškata, sivega pinota in chardonnaja med belimi do merlota, caberneta in shiraza med rdečimi sortami. Ta vina ponujajo in predstavljajo vinogradniki sami na vinskem sejmu v okviru praznika. V naselju je velika in prostorna vinska klet, ki odpre svoja vrata za praznik refoška in za martinovo.

### Vinska fontana Marezige
V Marezigah so odprli prvo vinsko fontano za degustacijo vin v Istri. Okušati je mogoče tako odprta kot tudi vrhunska vina slovenske Istre, tako koprske kleti Vinakoper, vina lokalnih vinarjev iz Marezig, vsakoletni zmagovalni refošk praznika refoška, aktualno »županovo vino« ali zmagovalni muškat, izbran na prireditvi »Sladka Istra«. Vinska fontana ponuja tudi razgled po slovenski Istri.

### MareziJazz
Od leta 2004 v poletnem času v vasi poteka jazzovski festival Big Bandov  pod imenom MareziJazz.

## Zanimivosti
- V vasi je v letih od 1899 do 1903 živel ustanovitelj hranilnice in posojilnice ter Narodne zveze v slovenski Istri Andrej Munih.
- V Marezigah se je leta 1943 rodila g. Nelda Štok Vojska, kjer še danes živi in dela. Napisala je številne knjige za odrasle in otroke, ki pripovedujejo o preteklosti in sedanjosti Šavrinje in njenih vasi.
- Leta 2021 je izšel zbornik z naslovom Marezige: 100 let od marežganskega upora, 470 let župnije Marezige[5]